# 精神障害者ホームヘルパー
精神障害者ホームヘルパー（せいしんしょうがいしゃホームヘルパー）とは、精神障害者の居宅生活支援事業の一環であり、在宅の精神障害者に対し日常生活上の世話を行う者である。
各地方自治体の行う養成研修を修了した者が精神障害者ホームヘルパーとして従事する事が出来る。養成研修受講条件は各地方自治体によって異なるが、ほとんどが「ホームヘルパー2級、1級、介護福祉士のいずれかを取得している者」とされている事が多い。場合によってはホームヘルプ業務について3年以上の経験を必要とするものやホームヘルパー3級取得者でも受講が可能な地方自治体もある。
従来、「精神障害者ホームヘルパー養成特別研修」は、精神障害者に対するサービスの従業者要件となっていたが、平成18年9月30日をもって同研修は廃止された。なお、平成18年10月以降については、居宅介護従業者養成研修のカリキュラムに統合された。

## 精神障害者ホームヘルプサービスを受けるには
原則として、精神障害者保健福祉手帳を持っているか、精神障害を事由として障害年金の給付を受けている場合に限られる。